# 電気床暖房工業会
電気床暖房工業会（でんきゆかだんぼうこうぎょうかい）は、床暖房のうち、特に電気式の床暖房のメーカー団体（工業会）、正式名称一般社団法人日本電気床暖房工業会である。
S-JEF認証制度の「S-JEFマーク」を発行している。

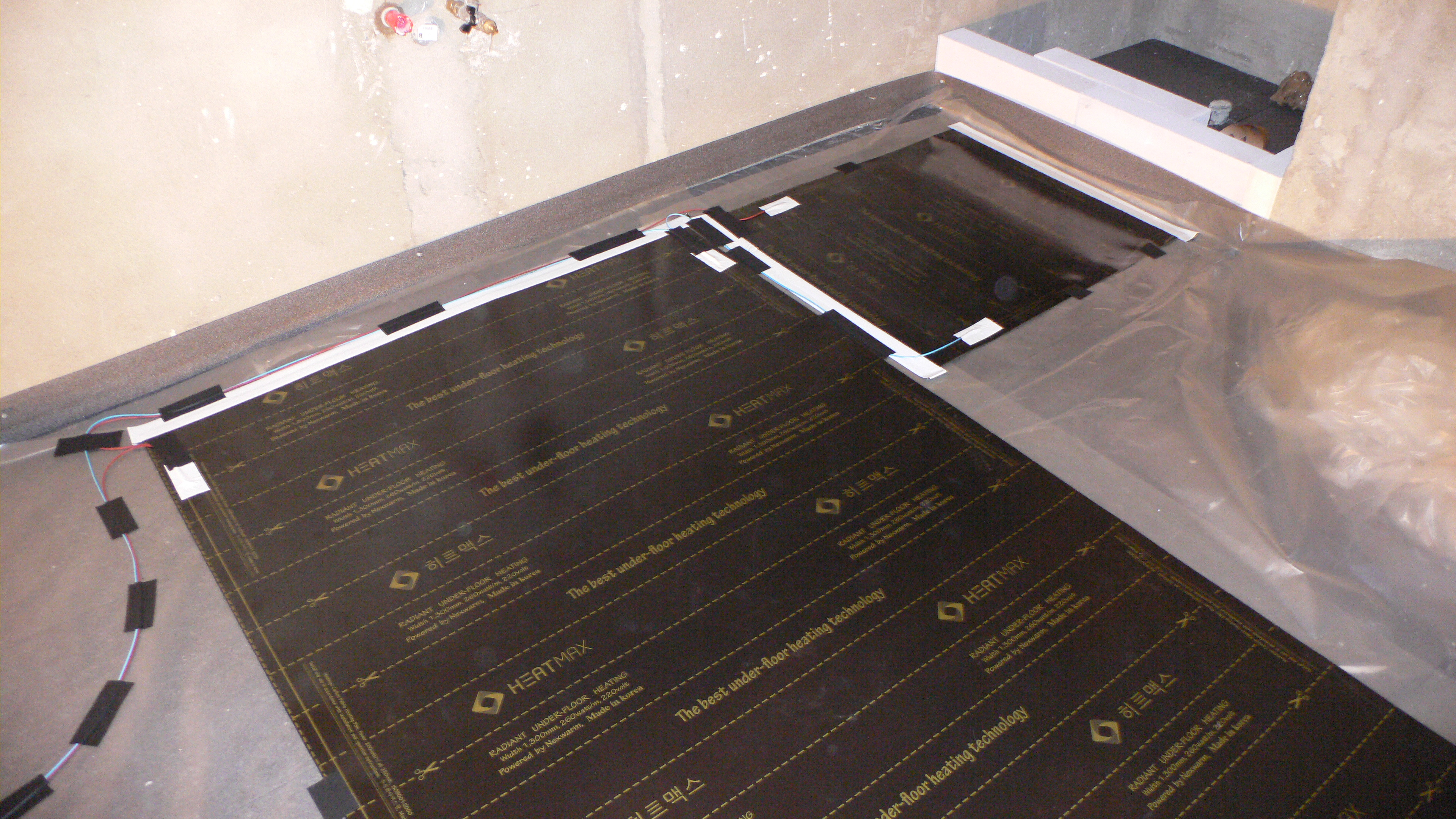
電気床暖房の施工例

## 概要
床暖房のうち、特に電気式の床暖房のメーカー団体（工業会）である。
ただし、一口に電気式の床暖房と言っても発熱方式は多岐に渡る。
電気床暖房工業会ではそれらメーカーの製品を評価する為に、電気床暖房自主基準を策定し、評価試験を行った後、製品に対して認証マークを発行する「S-JEF認証制度」をとっている。

## 認証制度成立の背景
そもそも日本で最初に施工された床暖房は電気式床暖房であったが、路面凍結防止・融雪や施設向けの利用が主であった。1990年代になると、温水式の床暖房が普及し始め、東京ガスなどが積極的にPRを行った結果、一般家庭にも床暖房が採用される下地ができた。その頃になると、電気式の床暖房も家庭用に普及し始めたが、温水式床暖房は大手ガス会社が主導したのに対して、電気式は多くのメーカーが様々な製品で市場参加したため、中には十分な安全性を備えていないものも存在し、安全性の問題が浮き彫りになってくる。そう言った背景を踏まえ製品の安全性・耐久性を評価する目的で、電気床暖房自主基準が策定され（1992年）、2005年から認証制度が始まった。

## 電気床暖房自主基準
もともとは第一編から第四編からなり、第五編は急速に普及し始めたPTC床暖房について策定されている。
- 第一編　施設型電気床暖房発熱体基準
- 第二編　施設型電気床暖房設計・施工基準
- 第三編　施設型蓄熱式電気床暖房設計・施工基準
- 第四編　施設型電気床暖房熱的安全基準
- 第五編　自己加熱抑制PTC発熱素子利用施設型　電気床暖房基準

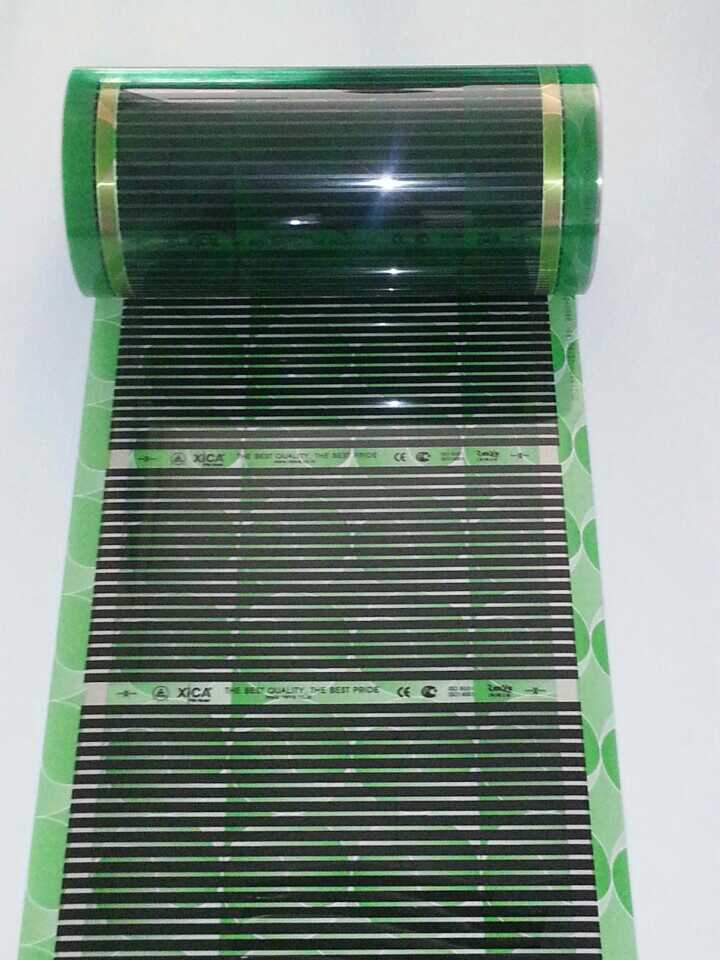
シートタイプ薄型ヒーター

## 沿革
- 1979年　4月	電気床暖房工業会設立
- 1992年　4月	電気床暖房自主基準　第一編制定
- 1994年　2月	電気床暖房自主基準　第二編制定
- 1998年　6月	電気床暖房自主基準　第三編制定
- 2003年　3月	電気床暖房自主基準　第四編制定
- 2005年　2月	電気床暖房自主基準　第五編制定
- 2005年　12月	S-JEF認証制度を開始
- 2014年　3月	ヒーティング施設の施工方法（JIS　C3651）制定
- 2018年　東京都台東区東上野5-2-3金竜堂ビルから現在の墨田区に事務所移転。

## 本部所在地
〒130-0005　東京都墨田区東駒形3-8-1
ID.1953ビル　101号室